# Marek Studenski
Marek Studenski (ur. 24 sierpnia 1970 w Cieszynie) – polski duchowny rzymskokatolicki, wikariusz generalny diecezji bielsko-żywieckiej, konsultor Komisji Wychowania Katolickiego Konferencji Episkopatu Polski, członek Zarządu Rady Szkół Katolickich w Polsce, znany kaznodzieja i rekolekcjonista, popularny na YouTube, gdzie zamieszcza kazania serii „Szklanka dobrej rozmowy”.

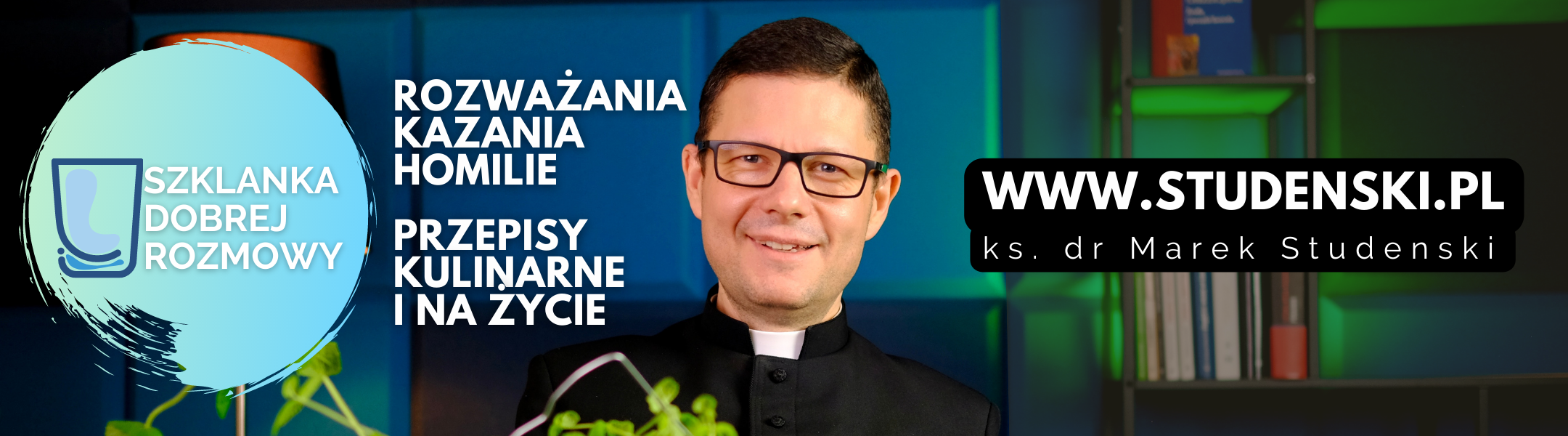
[https://diecezjabielsko.pl/szklanka-dobrej-rozmowy/ Ks. dr Marek Studenski www.studenski.pl

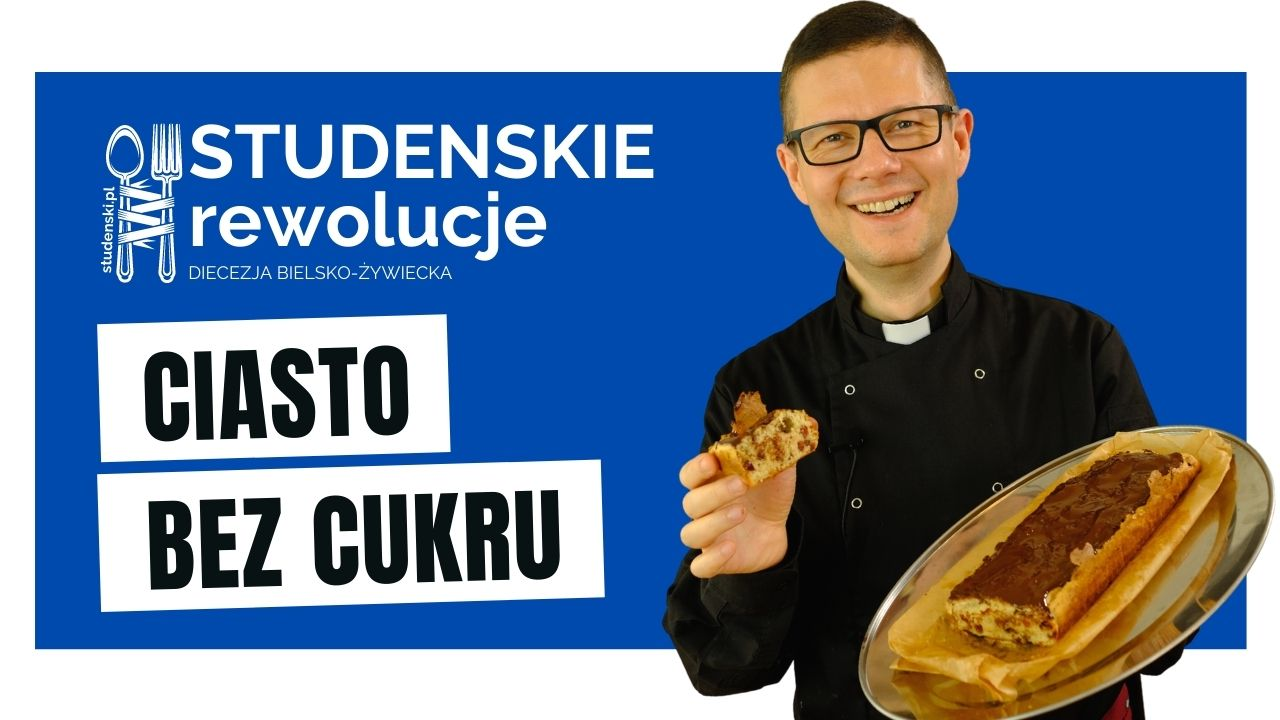
[https://youtube.com/playlist?list=PLs7zGT2E7XTkAxN6Y7haxR6NaPfM15d0D Seria kulinarna Studenckie rewolucje

## Życiorys
Urodził się 24 sierpnia 1970 r. w Cieszynie. Kształcił się w I Liceum Ogólnokształcącym im. Antoniego Osuchowskiego w Cieszynie w klasie o profilu matematyczno-fizycznym. W latach 1989–1995 studiował w Wyższym Śląskim Seminarium Duchownym w Katowicach. Święceń prezbiteratu udzielił mu 10 czerwca 1995 r. w katedrze św. Mikołaja w Bielsku-Białej biskup bielsko-żywiecki Tadeusz Rakoczy.
Od 1998 kontynuował studia na Papieskiej Akademii Teologicznej w Krakowie. Ukończył je w 2001 roku ze stopniem doktora nauk teologicznych z zakresu pedagogiki na podstawie dysertacji Aktualność systemu pedagogicznego F.W. Foerstera we współczesnej polskiej szkole (na podstawie badań przeprowadzonych w gimnazjach powiatu bielskiego).
Pracował jako wikariusz w parafii Św. Floriana w Żywcu Zabłociu. W 2002 roku został mianowany wizytatorem, a w 2008 r. dyrektorem Wydziału Katechetycznego Kurii Diecezjalnej w Bielsku-Białej. 1 września 2015 r. biskup Roman Pindel mianował go wikariuszem generalnym Diecezji Bielsko-Żywieckiej. Wykładał katechetykę i pedagogikę w Instytucie Teologicznym im. św. Jana Kantego w Bielsku-Białej oraz metodologię badań pedagogicznych, historię wychowania, wprowadzenie do pedagogiki w Katedrze Pedagogiki i Psychologii Akademii Techniczno-Humanistycznej w Bielsku-Białej. Był promotorem licznych prac magisterskich i licencjackich. Od 2012 r. jest Konsultorem Komisji Wychowania Katolickiego Konferencji Episkopatu Polski (od 3 kadencji). Od 2010 r. jest członkiem Zarządu Rady Szkół Katolickich w Polsce. Od 2014 roku jest diecezjalnym duszpasterzem Samorządowców i Parlamentarzystów.

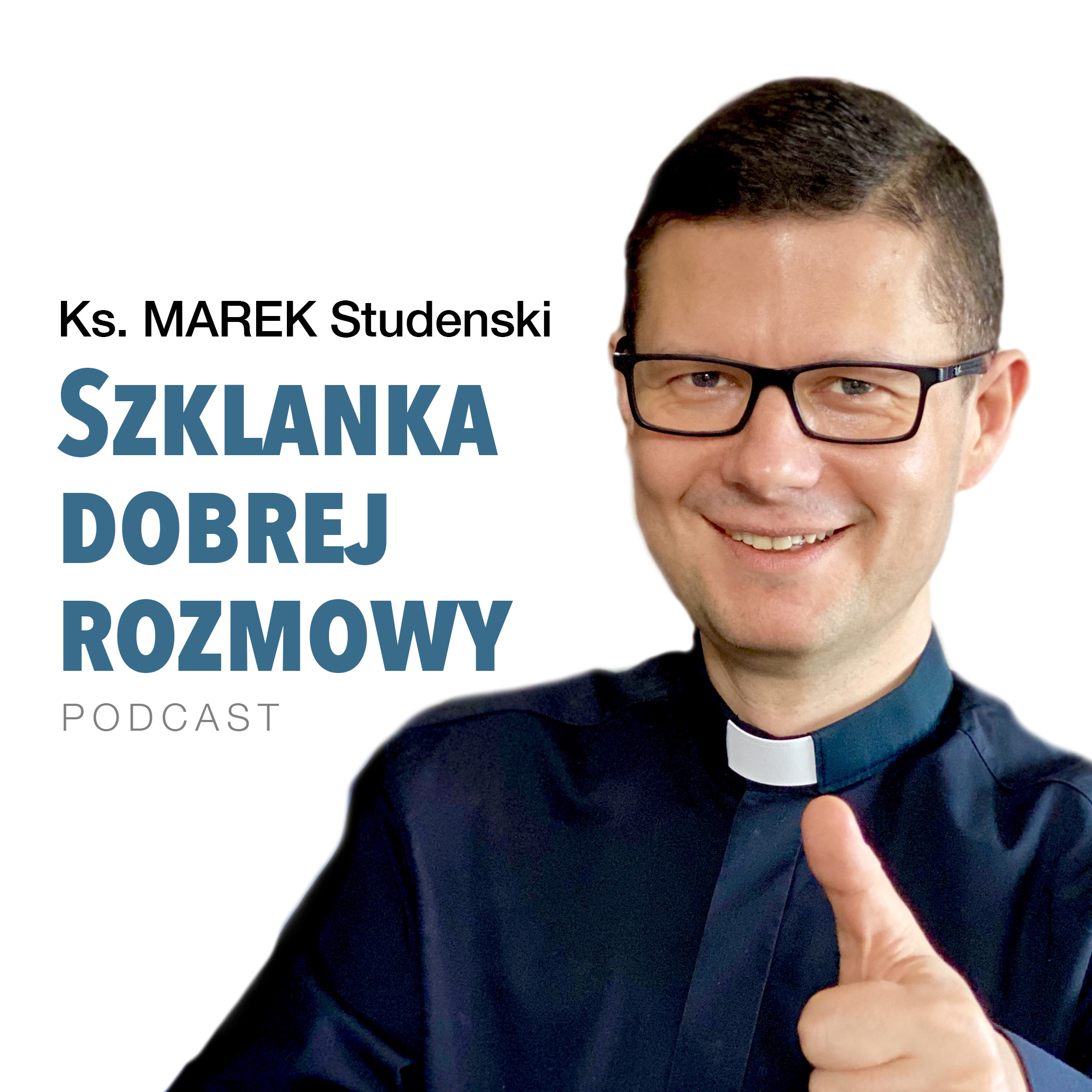
[https://open.spotify.com/show/41D9y0XyADbfcamvrUtPVP?si=1074bf4bd6b14588 Podcast Szklanka dobrej rozmowy – ks. Marek Studenski

W 2020 r. ukończył Międzywydziałowe studia podyplomowe z zakresu antropologii, psychologii i pedagogiki chrześcijańskiej – Szkoła Formatorów na Akademii Ignatianum w Krakowie. Odpowiada za formację stałą księży Diecezji Bielsko-Żywieckiej. Uczestniczy w pracach Rady przy Delegacie KEP ds. Ochrony Dzieci i Młodzieży.
Od 2011 r. jest redaktorem i autorem materiałów wydawanych z okazji Tygodnia Wychowania organizowanego przez Komisję Wychowania Katolickiego przy KEP i Radę Szkół Katolickich w Polsce.
Jest również autorem licznych publikacji z zakresu pedagogiki.
Ks. Marek Studenski jest obecny na YouTube, gdzie systematycznie zamieszcza zdobywające coraz większą popularność filmy z kazaniami z serii „Szklanka dobrej rozmowy”. Występuje też w programach kulinarnych „Studenskie rewolucje” propagujących zdrowe przepisy, w ramach których promuje treści religijne. Jest obecny na platformach podcastowych między innymi „Szklanka dobrej rozmowy” na Spotify, Apple podcast czy Google podcast.

## Książki
1. Aktualność systemu pedagogicznego F.W. Foerstera we współczesnej polskiej szkole (na podstawie badań przeprowadzonych w gimnazjach powiatu bielskiego), Kraków: Wydawnictwo Naukowe PAT, 2001. ISBN 83-87681-99-7.
2. Grzegorz Grzybek, Stanisław Czesław Michałowski, Marek Studenski, Etyczne podstawy pedagogiki społecznej. Wybrane zagadnienia, Bielsko-Biała: Wydawnictwo Akademii Techniczno-Humanistycznej, 2004. ISBN 83-89086-86-7.
3. Mój obraz Boga. Jak rodzice i katecheci mogą pomóc dziecku w kształtowaniu obrazu Boga, Kraków: Wydawnictwo WAM, 2008. ISBN 978-83-7505-153-7.

## Artykuły
1. „Negatywne aspekty polskiej rzeczywistości wychowawczej w latach 1947–1989, „Polonia Sacra” 11 (55)/ 2002;
2. „Ks. Rudolf Tomanek jako pedagog i przyjaciel młodzieży na tle współczesnej sytuacji wychowawczej, w: J. Budniak, Życie i działalność ks. Rudolfa Tomanka. W trosce o zachowanie religijnej i kulturowej tożsamości Śląska Cieszyńskiego, Cieszyn 2002;
3. „Autorytet wychowawcy a przekaz wartości moralnych”, „Świat i Słowo” 1/2003[18];
4. „Ścieżka filozoficzna w katechezie” – „Katecheta” 4/2004;
5. „Integralność oddziaływań wychowawczych w pedagogice F.W. Foerstera (1869-1966)” w: M. Nowak, T. Ożóg, A. Rynio, W trosce o integralne wychowanie, Lublin 2003;
6. „Sondaż diagnostyczny jako metoda diagnozy pedagogicznej”, w: D. Czubala, G. Grzybek, Wokół wychowania, Bielsko – Biała 2003;
7. „Sekty w katolickim nauczaniu katechetycznym”, w: J. Budniak, Sekty i nowe ruchy religijne, Cieszyn 2003;
8. „Pedagogika Fryderyka Wilhelma Foerstera a myśl siostry Barbary Żulińskiej – Zeszyty Historyczno – Teologiczne. Rocznik Collegium Resurrectianum IX/ 2003;
9. „Test osiągnięć szkolnych – narzędziem kontroli efektywności dydaktycznej w katechezie”, „Katecheta” 3/2004;
10. „Realizacja zadania kontroli i oceny w katechezie” – „Katecheta” 4/2004;
11. „Wobec ludzkiej śmierci. Pedagogiczne problemy związane z sytuacją człowieka umierającego” w: J. Kostkiewicz, Aksjologia edukacji dorosłych, Lublin 2004;
12. „Wychowanie do modlitwy dziecka niepełnosprawnego umysłowo”, w: D. Czubala, J. Lach-Rosocha, Niepełnosprawni wśród nas. O dostęp do edukacji i prawo do rozwoju, Bielsko-Biala 2004;
13. „Wizja wychowania w Ustawie szkolnej Towarzystwa Jezusowego z 1599 roku w kontekście obecnej sytuacji wychowawczej, w: J. Budniak, K. Mozor, Towarzystwo Jezusowe na Śląsku Cieszyńskim. Studium ekumeniczne, Kraków 2005;
14. „Problemy związane z wychowaniem młodzieży gimnazjalnej”, w: J. Stala, Dzisiejszy bierzmowany. Problemy i wyzwania, Kielce 2005;
15. „Odkrywanie obrazu samego siebie istotnym zadaniem w procesie wychowania”, w: J. Siedzianowski, I. Sakowicz, Jan Paweł II stróżem ludzkiej rodziny, Kielce 2006;
16. „WYCHOWAWCA – człowiek nieobojętny”, Katecheta 2004, nr 7-8, s. 77–81;
17. „Aksjologiczny wymiar edukacji pedagogów w kontekście czekających ich zadań dydaktyczno-wychowawczych w polskiej szkole”, w: J. Kostkiewicz, Aksjologia w kształceniu pedagogów, Kraków 2008;
18. „Wychowanie chrześcijańskie wyzwaniem dla szkoły i katechezy”, w: A. Rynio, Wychowanie chrześcijańskie między tradycją a współczesnością, Lublin 2007;
19. „Rola religii w procesie wychowania dzieci i młodzieży”, w: Y. Karandashew, T. Senko, D. Pluta-Wojciechowska, Prace psychologiczno-pedagogiczne. Tom I;
20. „Przesłanki filozoficzne w teorii pedagogicznej”, w: Z. Plasienkowa, E. Lalikowa, Igor Hrusovsky osobnost slovenskej filozofie, Bratislava 2007, s. 286–292;
21. „Wolność człowieka i jej wychowawcze konsekwencje (aktualność pedagogicznych wskazań Józefa Tishnera w dzisiejszym kontekście kulturowym), w: V. Gluchman, Moralka a soucasnost, Presov 2008;
22. „Troska Kościoła o wychowanie młodzieży”, „Sprawy Rodziny” 4 (76) 2006, s. 63–76;
23. „Problematyka zmian rozwojowych w świetle integralnej koncepcji wychowania”, Kielce 2007, w: B. Skrzyp, S. Radziszewski, Wychowanie integralne w szkole nazaretańskiej, Kielce 2008, s. 62–76;
24. „Skuteczność wychowania metodą harcerską (na podstawie badań przeprowadzonych w 2007 roku wśród harcerzy Związku Harcerstwa Rzeczypospolitej na Podbeskidziu), w: A. Petkowicz, Wychowanie chrześcijańskie metodą harcerską, Lublin 2009, s. 167–178;
25. Odkrywanie sensu drogą powrotu do rzeczywistości. Pedagogiczne znaczenie pozytywnego rozwiązania frustracji egzystencjalnej, „Świat i Słowo” 2014 (12) 1 (22), s. 149-162[19];
26. Recenzja – Grzegorz Grzybek, Antropologiczno-etyczne podstawy pracy socjalnej w ujęciu Grzegorza Grzybka, „Świat i Słowo” 2(7) 2006, s. 251–255;
27. Recenzja – Gdzie się podziało moje dzieciństwo... „Gdzie się podziało moje dzieciństwo. O dorosłych dzieciach alkoholików”, Wydawnictwo „Charaktery”, Kielce 2003[20].

## Inne publikacje
Poradnik prawny: G. Chorąży, M. Studenski „Katecheza w szkole” – Informator prawny dla wizytatorów, dyrektorów, szkół, nauczycieli, księży i katechetów, Bielsko – Biała 2003;
Katecheza: „Wobec neopogaństwa i jego zgubnych wpływów” – Podręcznik do religii dla klasy III liceum i IV technikum, Kielce 2006.

## Artykuły popularnonaukowe
1. „Jak rozmawiać z młodzieżą o Kodzie”? – „Biuletyn Katechetyczny” diecezji Bielsko-Żywieckiej;
2. „Współpracownicy prawdy. O haśle pontyfikatu papieża Benedykta XVI”[21];
3. „Katecheta człowiekiem sumienia” – „Biuletyn Katechetyczny” diecezji Bielsko-Żywieckiej.

## Materiały na Tydzień Wychowania
1. I Tydzień Wychowania – „Wszyscy zacznijmy wychowywać”
2. II Tydzień Wychowania – „Wychowywać…, ale jak?”[22]
3. III Tydzień Wychowania – „Wychowujmy do wartości. Aby życie budowali na Skale”[23]
4. IV Tydzień Wychowania – Prawda fundamentem wychowania”[24]
5. V Tydzień Wychowania – „Wychowywać ku pełni człowieczeństwa”[25]
6. VI Tydzień Wychowania – „Miłosierni jak Ojciec”[26]
7. VII Tydzień Wychowania – „Maryja – Wychowawczynią pokoleń”[27]
8. VIII Tydzień Wychowania – „W poszukiwaniu drogi”[28]
9. IX Tydzień Wychowania – „Nauczycielu, gdzie mieszkasz?”[29]
10. X Tydzień Wychowania – „Budujmy więzi”[30]
11. XI Tydzień Wychowania – „W blasku ojcostwa”[31]
12. XII Tydzień Wychowania – „Ja jestem drogą i prawdą, i życiem” (J 14, 6)[32].